# Ernst Berger (Nordischer Kombinierer)
Ernst Berger (* 15. Februar 1913; † 2003) war ein Schweizer Nordischer Kombinierer.
Berger nahm an den Olympischen Winterspielen 1936 in Garmisch-Partenkirchen teil. Dabei belegte er den 30. Platz in der Nordischen Kombination.